# Avenue des Villas (Bruxelles)
Pour les articles homonymes, voir Avenue des Villas.
L'avenue des Villas (en néerlandais : Villalaan) est une avenue bruxelloise de la commune de Forest et de la commune de Saint-Gilles qui va de la chaussée d'Alsemberg à la place de Rochefort.

## Histoire et Description
Le tracé de l’avenue est défini en 1875 et ratifié par l’arrêté royal du 15 mars 1876.
Le début de l'avenue qui va de la chaussée d'Alsemberg à l'avenue du Mont Kemmel en passant par la rue Garibaldi est rectiligne, tandis que la seconde partie, qui va de l'avenue du Mont Kemmel à la place de Rochefort en passant par l'avenue Clémentine est sinueuse tout en longeant le parc de Forest.
La numérotation des habitations va de 1 à 117 pour le côté impair et de 2 à 46 pour le côté pair.

## Adresses notables
- no 28 : Immeuble à appartements de style éclectique datant de 1909, architecte : Josse Van Kriekinge[1].
- nos 49-51-53 : Église sainte-Alène édifiée de 1938 à 1951, par l'architecte Roger Bastin[2].
- no 55a : Immeuble à appartements de style Beaux-Arts datant de 1924, architecte : Camille Damman[3].

## Galerie de photos

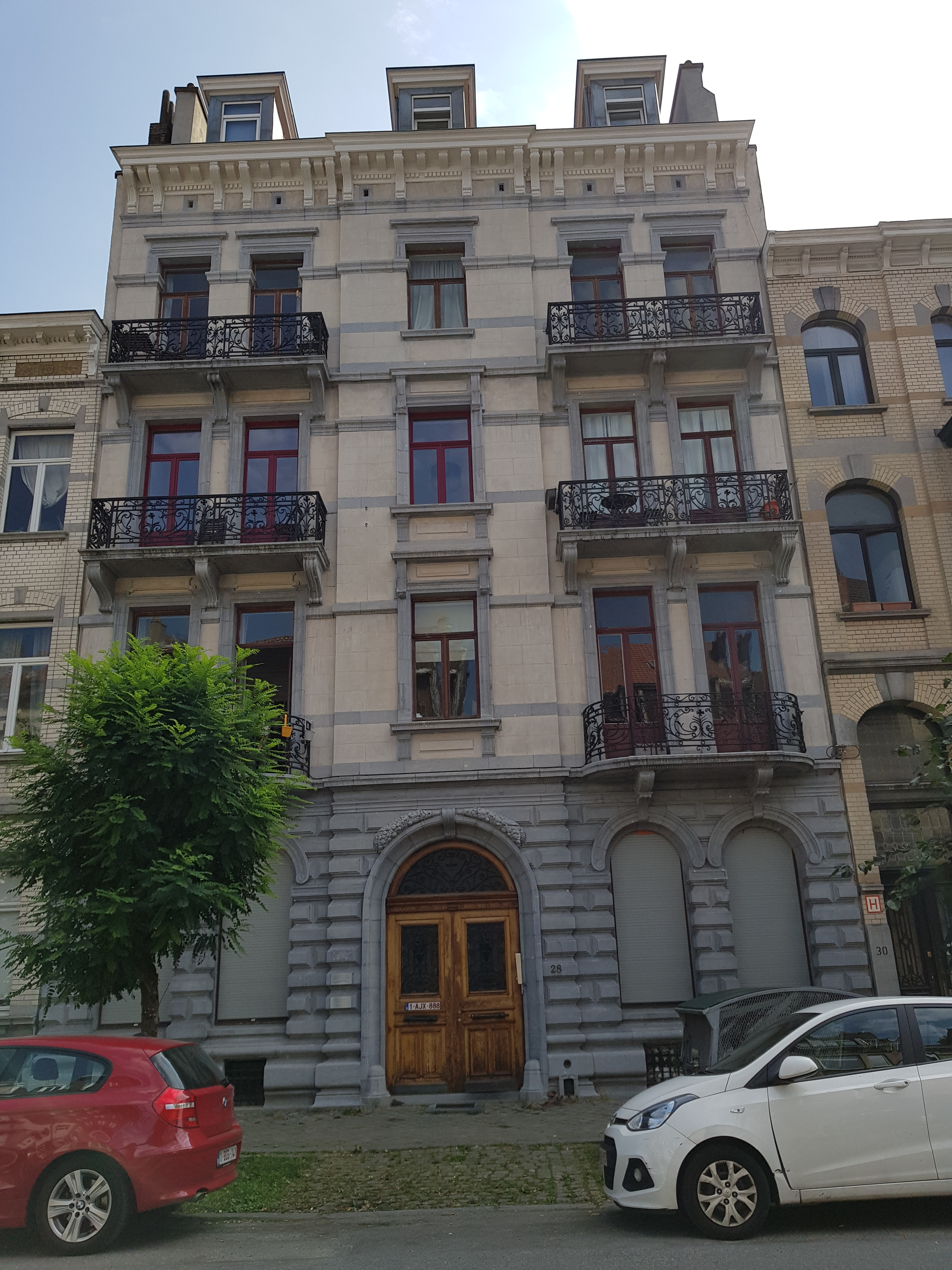
Avenue des Villas no 28
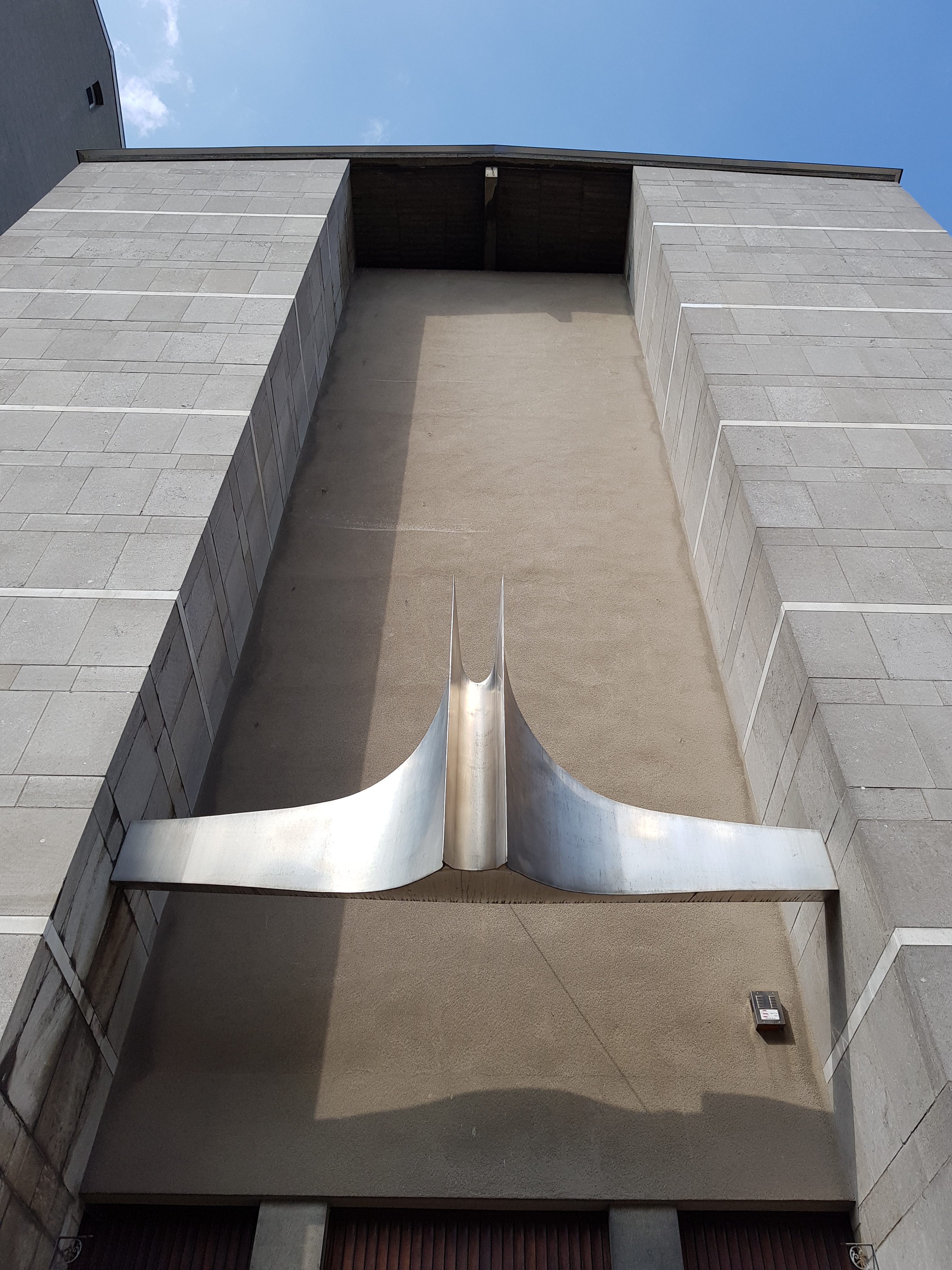
Façade de l'église sainte-Alène no 49-51
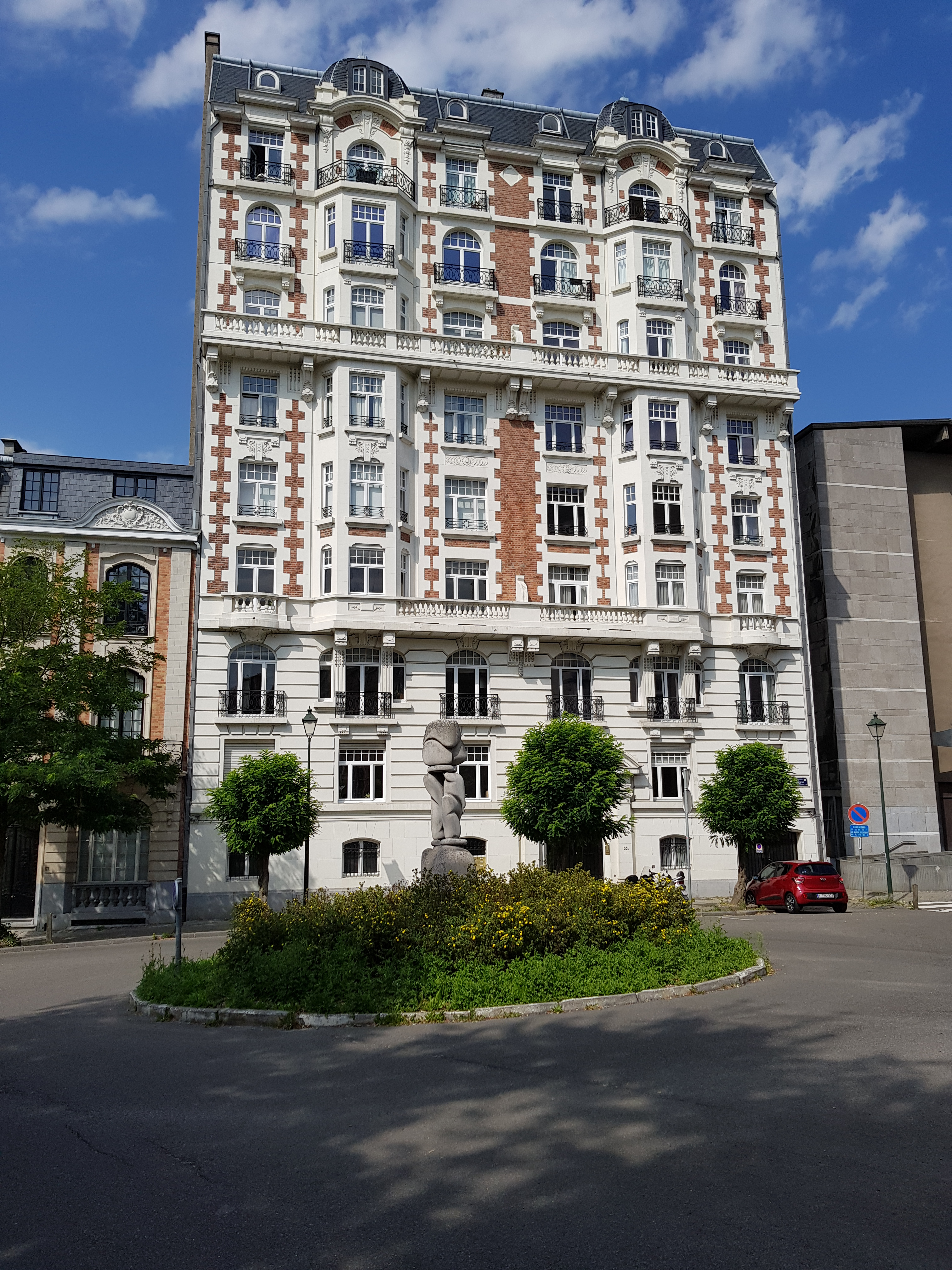
Avenue des Villas no 55a

## Voies d'accès
L'avenue des Villas est à sens unique dans le sens place de Rochefort - chaussée d'Alsemberg, sauf la section avenue Clémentine - avenue du Mont Kemmel qui est à double sens.
Société des transports intercommunaux de Bruxelles (STIB)
- arrêt Barrière du bus 48, des trams 81 et 97 et du bus Noctis N12
- arrêt Combaz du bus 48, du tram 97 et du bus Noctis N12
- arrêt Rochefort du bus 48, du tram 97 et du bus Noctis N12
- arrêt Albert des bus 37, 48 et 54 et du bus Noctis N11
- station de prémétro Albert : trams 3, 4 et 51